# Minthosoma janus
Minthosoma janus är en tvåvingeart som beskrevs av Zeegers 2007. Minthosoma janus ingår i släktet Minthosoma och familjen parasitflugor. Inga underarter finns listade i Catalogue of Life.